# Lincoln National Park
Il Parco Nazionale Lincoln (in inglese Lincoln National Park) è un parco nazionale e una località dell'Australia Meridionale, sita all'estremità meridionale della penisola di Eyre.

## Geografia fisica
La località, istituita il 30 settembre 2003 sulla base di consuetudini di lungo corso, si trova circa 13 km a sud dal centro regionale di Port Lincoln e delimita grossomodo il Golfo di Spencer dalla Grande Baia Australiana. Essa occupa la penisola di Jussieu nella sua interezza ad est della centena di Sleaford, più alcune isole (Boston Island, Grindal Island, Hopkins Island, Lewis Island, Little Island, Owen Island, Smith Island, Taylor Island, Thistle Island / Nundalla, Williams Island) al largo di essa.

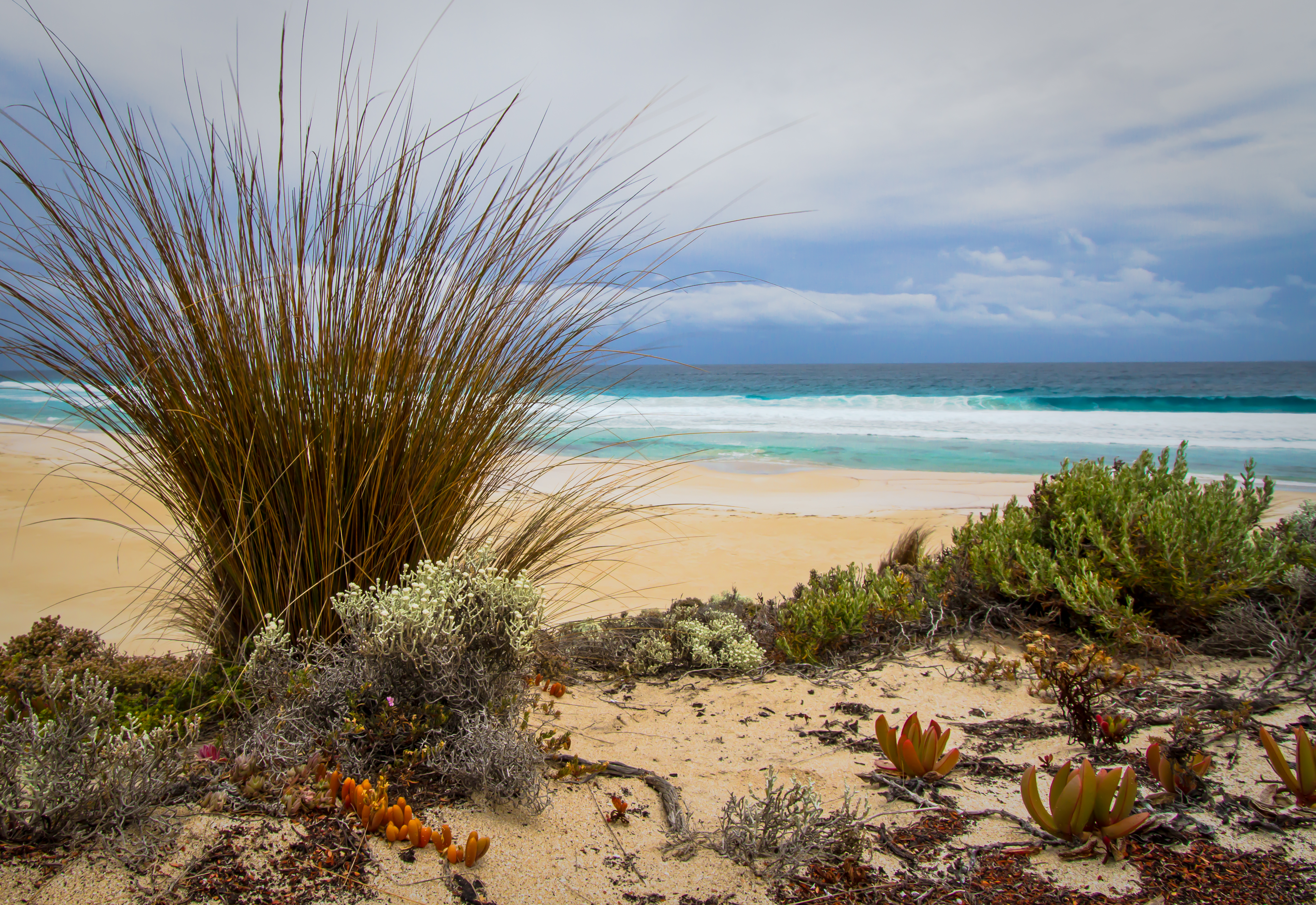
Panorama a Curta Rocks.

Il parco nazionale vero e proprio occupa i due terzi della località, mentre l'angolo sud-orientale della stessa (grossomodo da Taylor's Landing a Memory Cove) e la maggior parte delle isole prospicienti fanno parte dell'area protetta di Memory Cove Wilderness Protection Area. Costituiscono parte della località anche le North Neptune Islands, Porter Rock (avamposto sud-occidentale del Sir Joseph Banks Group) e secondo alcune fonti anche Liguanea Island.
La località serve principalmente fini di conservazione dell'ecosistema locale e pertanto non ha una popolazione residente.

### Flora e fauna
L'area interna e le coste settentrionali del parco sono perlopiù granitiche e ricoperte dal mallee (con presenza di specie endemiche dell'area come l'eucalipto di Coffin Bay e l'eucalipto di Port Lincoln, mentre le macchie ad Allocasuarina verticillata sono compromesse dall'attività umana ed al centro di programmi di recupero), mentre la costa meridionale, più esposta, consiste principalmente di spiagge sabbiose con copertura arbustiva a predominanza di erica nativa e karkalla. 
canguri, wallaby, wallaroo ed emù sono presenze comuni e facili da avvistare nel parco, che ospita inoltre importanti popolazioni di uccelli migratori durante i mesi estivi. Durante il periodo fra luglio e novembre è possibile assistere al passaggio delle balene franche australi, mentre le calette riparate e le isole fungono da riparo per il leone marino australiano ed il pinguino minore blu.

I programmi di eradicazione delle specie introdotte (in particolare la volpe rossa ed i gatto) hanno dato i propri frutti, con la ricolonizzazione delle aree del parco da parte dei goanna e degli occhioni del bush, oltre all'avvio di progetti di ripopolamento da parte di specie localmente estinte come il woylie e il fagiano australiano.

## Storia
Prima della colonizzazione dell'Australia l'area del Parco Nazionale Lincoln veniva abitata dalle popolazioni aborigene dei Nauo e dei Barngarla, della cui occupazione permangono numerose testimonianze sotto forma di stazioni di scheggiatura della pietra, resti di nasse e sambaquì.
L'area venne visitata ufficialmente dagli europei nel 1802, quando le spedizioni di Matthew Flinders e Nicolas Baudin veleggiano lungo le coste della penisola di Eyre a distanza di poche settimane l'una dall'altra. In seguito alla rivendicazione del territorio come parte dell'impero britannico giunsero i primi coloni, perlopiù contentrati a capo Donington (così nominato in onore della cittadina inglese luogo di nascita di Flinders), dove sorse una piccola industria locale basata sulla coltivazione del grano (col primo raccolto imbarcato nel 1875), pastura del bestiame, taglio del legname ed estrazione del guano.

Nel 1905 venne ultimata la costruzione del faro esagonale di Cape Donington: il 5 aprile di due anni dopo, nel 1907, la checchia Mary Ellis naufragò contro gli scogli della baia di Sleaford (nella spiaggia oggi denominata Mary Ellis Wreck Beach) durante il viaggio da Port Adelaide a Venus Bay, senza tuttavia che si registrassero vittime.
Il 28 agosto 1941 alcune sezioni (2, 5, 6, 13) della centena di Flinders vennero destinate a riserva naturale: il 9 novembre 1967, a queste vennero aggiunte le sezioni 3 e 12, a formare il parco nazionale, che venne espanso il 27 aprile del 1972 con l'aggiunta della sezione 14, parte della sezione 4 ed alcune delle isole prospicienti ed ulteriormente ampliato nel 1992 con l'aggiunta delle aree di Stamford Hill, Wanna, Cape Donington e delle altre isole dell'area.

L'area protetta per la gestione sostenibile delle risorse nota come Lincoln Conservation Park, inizialmente aggregata alla località, venne rimossa nel 1993 ed accorpata alla vicina Tulka: nel 2004 anche la Memory Cove Wilderness Protection Area venne espunta dall'ente parco, pur rimanendo parte della località.

## Monumenti e luoghi d'interesse
La località ospita due siti iscritti al South Australian Heritage Register:
- il cosiddetto Memory Cove tablet, lasciato da Matthew Flinders nel 1802 in uno dei suoi rari approdi sulla terraferma durante la sua esplorazione dell'area in memoria degli otto membri dell'equipaggio deceduti durante un naufragio (ai quali sono inoltre dedicati i nomi delle isole dell'area)[10];
- il Flinders Monument, cippo in onore della visita di Flinders eretto nel 1844 sulla collina di Stamford Hill / Gaidyaba[11];